# Черчилль (Огайо)
Черчилль (англ. Churchill) — переписна місцевість (CDP) в США, в окрузі Трамбалл штату Огайо. Населення — 2176 осіб (2020).

## Географія
Черчилль розташований за координатами 41°10′9″ пн. ш. 80°39′58″ зх. д. / 41.16917° пн. ш. 80.66611° зх. д. (41.169182, -80.665976).  За даними Бюро перепису населення США в 2010 році переписна місцевість мала площу 6,63 км², уся площа — суходіл.

## Демографія
Згідно з переписом 2010 року, у переписній місцевості мешкало 2149 осіб у 907 домогосподарствах у складі 605 родин. Густота населення становила 324 особи/км².  Було 989 помешкань (149/км²).
Расовий склад населення:
| - 86,2 % — білих - 11,2 % — чорних або афроамериканців - 0,4 % — азіатів - 0,3 % — корінних американців |

До двох чи більше рас належало 1,9 %. Частка іспаномовних становила 2,5 % від усіх жителів.
За віковим діапазоном населення розподілялося таким чином: 20,4 % — особи молодші 18 років, 60,8 % — особи у віці 18—64 років, 18,8 % — особи у віці 65 років та старші. Медіана віку мешканця становила 44,9 року. На 100 осіб жіночої статі у переписній місцевості припадало 94,3 чоловіків;  на 100 жінок у віці від 18 років та старших — 90,2 чоловіків також старших 18 років.
Середній дохід на одне домашнє господарство  становив 44 625 доларів США (медіана — 38 286), а середній дохід на одну сім'ю — 54 334 долари (медіана — 43 571). За межею бідності перебувало 16,9 % осіб, у тому числі 34,8 % дітей у віці до 18 років та 5,5 % осіб у віці 65 років та старших.
Цивільне працевлаштоване населення становило 929 осіб. Основні галузі зайнятості: освіта, охорона здоров'я та соціальна допомога — 32,0 %, виробництво — 20,8 %, мистецтво, розваги та відпочинок — 15,3 %, роздрібна торгівля — 11,6 %.